# 大阪中小企業投資育成

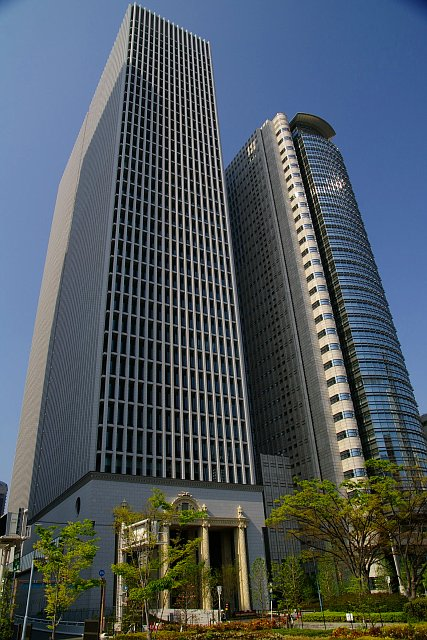
中之島ダイビル(左)

大阪中小企業投資育成株式会社（おおさかちゅうしょうきぎょうとうしいくせい）は、中小企業投資育成株式会社法に基づいて1963年に設立したベンチャーキャピタル。福井、滋賀、奈良、和歌山以西、沖縄まで西日本の24府県を対象とする。東京中小企業投資育成、名古屋中小企業投資育成とともに全国を網羅する。

## 沿革
- 1963年（昭和38年） - 中小企業投資育成株式会社法に基づき設立
- 1966年（昭和41年） - 投資先企業経営者の交流会「年輪会」を発足
- 1973年（昭和48年） - 投資先から初の上場企業誕生
- 1984年（昭和59年） - ベンチャービジネスに対する投資業務を開始
- 1991年（平成3年） - 福岡市に九州事務所（九州支社）を開設

## 拠点
- 本社 大阪市北区中之島3-3-23 中之島ダイビル28階
- 九州支社 福岡市中央区天神2-14-13 天神三井ビル6階